# Bengt Olsson (jurist)
Bengt Arne Olsson, född 17 augusti 1954 i Södra Sandby församling i Malmöhus län, är en svensk jurist som var lagman i Hässleholms tingsrätt från 2014 till 2019.
Olsson utnämndes 18 oktober 2001 till rådman i Hässleholms tingsrätt och den 16 oktober 2014 utnämndes han till lagman i denna tingsrätt.